# Phyllodactylidae
Phyllodactylidae é uma família de répteis escamados pertencentes à subordem Scleroglossa.
Inclui onze gêneros:
- Asaccus Dixon & Anderson, 1973
- Haemodracon Bauer, Good & Branch, 1997
- Homonota Gray, 1845
- Phyllodactylus Gray, 1828
- Phyllopezus Peters
- Ptyodactylus Oken, 1817
- Tarentola Gray, 1825
- Thecadactylus Goldfuss, 1820
- Bogertia Loveridge, 1941
- Garthia
- Gymnodactylus Spix, 1825